# Сінт-Янсклостер
Сінт-Янсклостер (нід. Sint Jansklooster) — село в нідерландській провінції Оверейсел. Входить до муніципалітету Стенвейкерланд.
Його площа становить 25,39 км², а населення станом на 2021 рік складало 2 500 осіб.

## Галерея

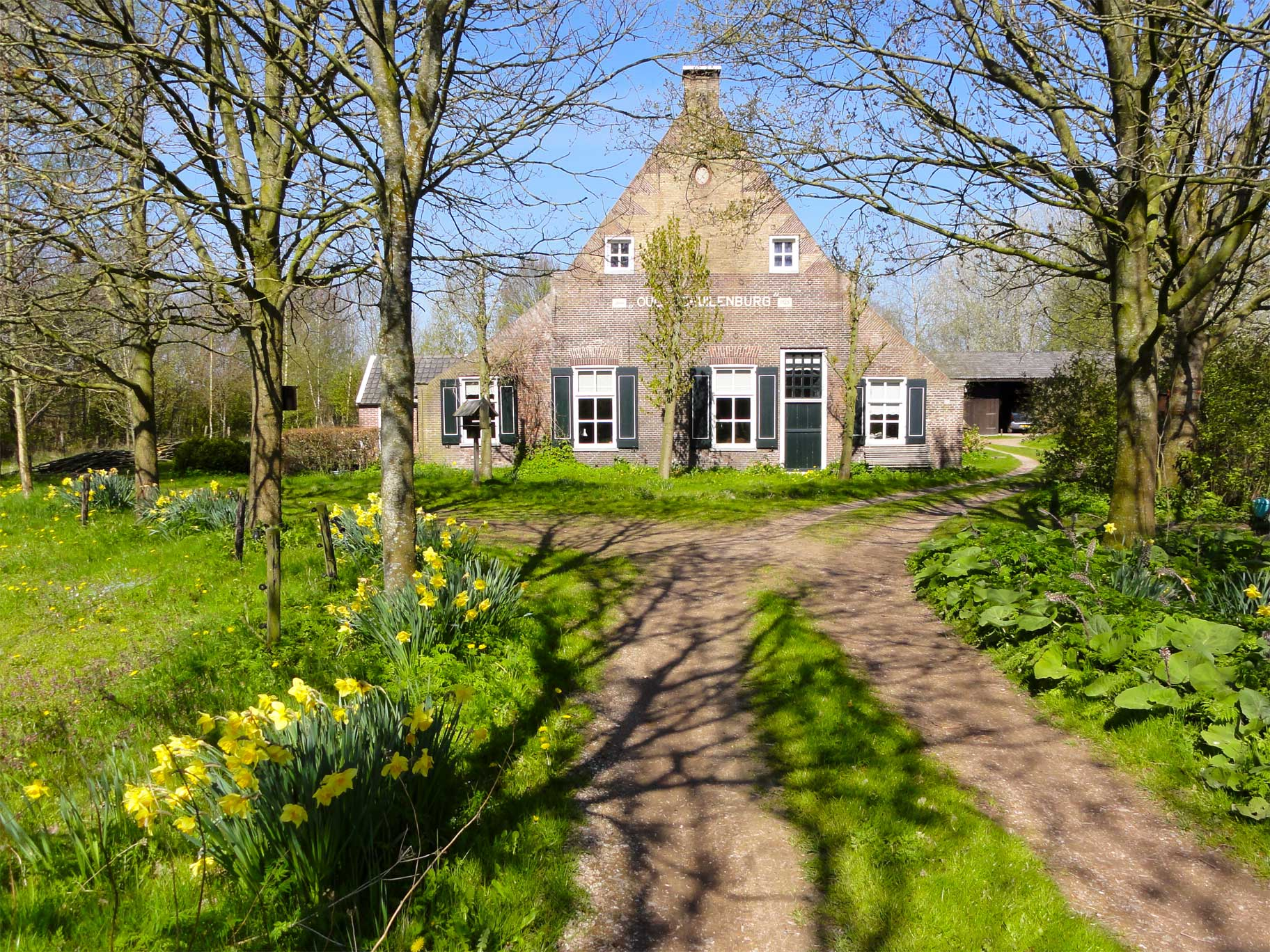
Ферма Oud Schuilenburg
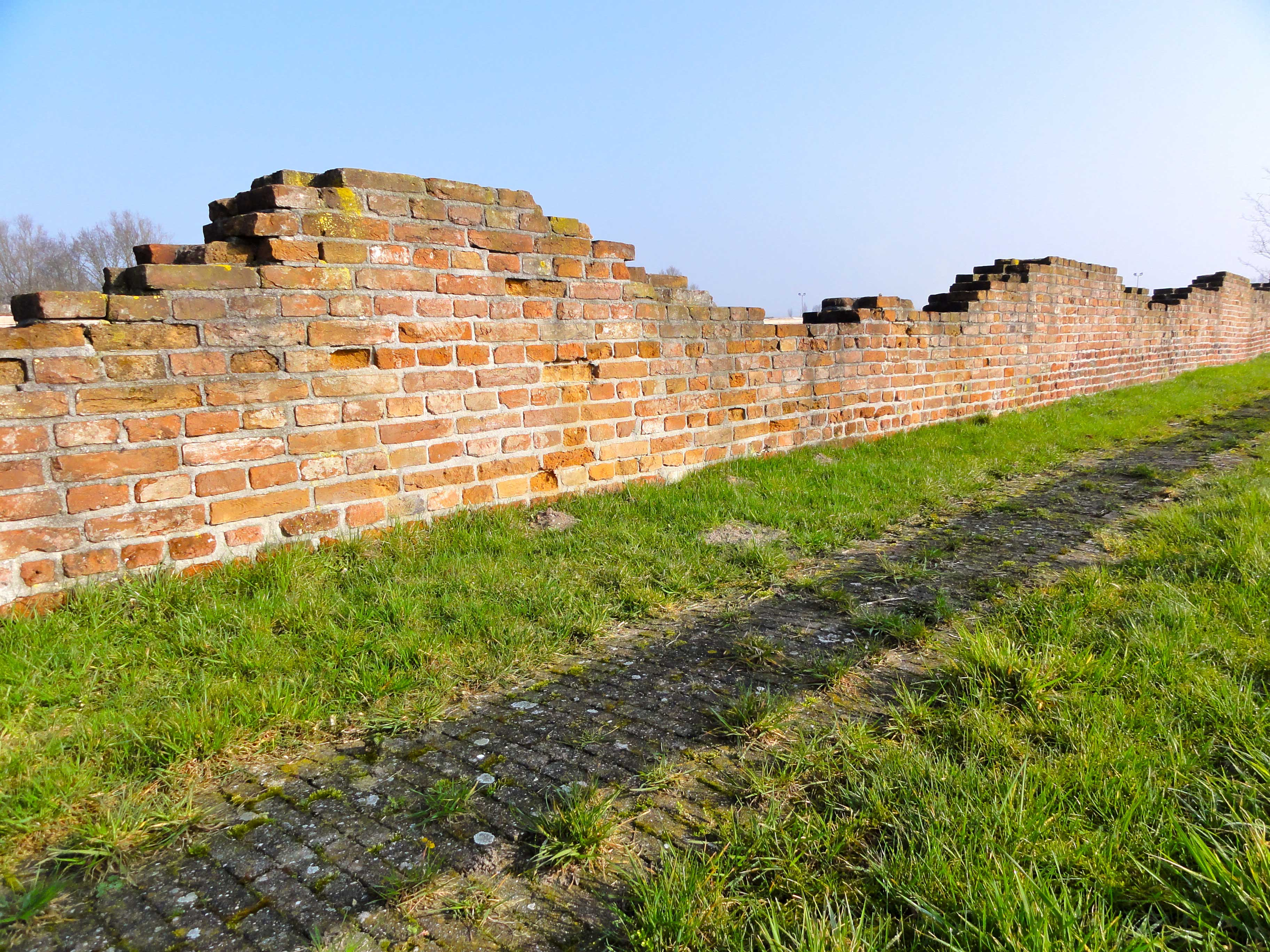
Залишки монастиря